# Luis Octavio de Toledo y Zulueta
Pour les articles homonymes, voir Toledo et Zulueta.
Luis Octavio de Toledo y Zulueta (1857-1934) est un mathématicien espagnol, titulaire de la chaire d'analyse mathématique de l'université centrale de Madrid et moteur de l'étude des mathématiques en Espagne.

## Formation
Né à Madrid en 1857, Luis Octavio effectue ses études primaires au Colegio Hispano Romano de Nuestra Señora de la Esperanza puis à l'Instituto San Isidro. Il suit le cursus de sciences exactes à la Faculté de sciences de l'université centrale de Madrid.

## Un mathématicien éminent
Il obtient la chaire de mathématiques par concours à l'Instituto de Segunda Enseñanza del León en 1882. En 1890, il obtient la chaire de Géométrie Analytique à Séville (Faculté de Sciences). Il part ensuite à Saragosse, pour la chaire d'analyse mathématique de la Faculté de Sciences avant d'aller à l'université centrale de Madrid en 1898, où il restera jusqu'à sa retraite ; c'est là que va se développer la majeure partie de  sa production scientifique.
Comme titulaire de la chaire d'analyse mathématique de l'université centrale de Madrid, il participe largement à la vie sociale et scientifique de l'époque. Il devient vice-président puis président (section Mathématiques) de l'Association espagnole pour le progrès des sciences. En 1911, il est l'un des fondateurs, conjointement à Julio Rey Pastor et d'autres scientifiques éminents, de la Société mathématique espagnole. En 1919, il en est nommé vice-président, avant d'en devenir le président de 1924 à sa mort.
Il est aussi membre de l'Académie royale des sciences exactes, physiques et naturelles. Pour son intronisation, il a donné en 1914 la conférence Quelques découvertes réalisées dans la théorie et résolution d'équations pendant le XIXe siècle.
Il est délégué en Espagne de la Commission internationale de l'enseignement mathématique et a participé au 5e Congrès international de mathématiques tenu à Cambridge en 1912. Il a contribué au succès de la visite d'Albert Einstein en Espagne en 1923 où il est venu prononcer trois conférences à la Faculté de Sciences. 
Il meurt le 18 février 1934.

## Œuvres
En plus de nombreux discours et articles, publiés dans différents journaux scientifiques, et en particulier dans la Revista de la Sociedad Matemática Española, il publie plusieurs ouvrages dont le plus important est Elementos de la teoría de formas, car il s'agit de la première édition en espagnol où l'on aborde la théorie des formes.
- Elementos de la Teoría de la Formas (León, 1889).
- Tratado de Álgebra (1905).
- Tratado de Trigonometría rectilínea y esférica (1905).
- Elementos de Aritmética universal : Calculatoria I (1900) et II (1916).
- Coordinatoria. Determinantes. Algoritmos ilimitados y Estudios de Análisis matemático (1907).
- Elementos de Análisis Matemático I: Introducción al estudio de las Funciones de variable compleja (1907).